# غراهام ارين
غراهام ارين (بالإنجليزية: Graham Warren)‏ هو متسابق دراجات نارية أسترالي، ولد في 1926 في سوفا في فيجي، وتوفي في 2005.